# Manchester et Liverpool
«Manchester et Liverpool» (с фр. — «Манчестер и Ливерпуль») — песня, получившая известность в исполнении французской певицы Мари Лафоре. Мелодия будущей песни была написана французским композитором Андре Поппом в 1966 году и записана оркестром Франка Пурселя. В том же 1966 году поэт-песенник Эдди Марней написал слова, и песня была исполнена Лафоре, а впоследствии — также испанской певицей Жанетт.

## В СССР и России
В Советском Союзе и России была известна прежде всего мелодия этой песни — она в исполнении оркестра под управлением Ф. Пурселя на протяжении длительного времени звучала фоном прогноза погоды в телепрограммах «Время» (1968—1981, 1994—1995, 1996—2003), «Новости Первого канала» (1994—1995, 1996—2003), «Другие новости» (2006—2014), а с 2015 года используется в том же качестве в новостях ОТР.
Предпринимались и попытки создания русского текста: известны переводы Александра Глезера («На дорогах мокрый снег, надежды белый парус смят волной…» в исполнении Аллы Иошпе), Льва Барашкова («Вновь чужие города, и снова с неба серые дожди...», в его версии песня называлась «Я помню») и Роберта Рождественского («Я прошу тебя простить…»), с которым песню исполняли, в частности, Муслим Магомаев («Песня прощения») и Лев Лещенко с Алёной Свиридовой (фильм «Старые песни о главном 3»). По признанию пианиста Дениса Мацуева, с этой песни началось его увлечение музыкой. Юрий Визбор написал на мелодию «Манчестер и Ливерпуль» свою песню «Погода» («Вот и снова пал туман на полосу аэродрома…»), которую неоднократно исполнял на концертах.